# Ciklički adenozin monofosfat
Ciklički adenozin monofosfat (cAMP, ciklički AMP ili 3'-5'-ciklički adenozin monofosfat) je molekula koja djeluje kao sekundarni glasnik u važnim biološkim procesima. cAMP nastaje iz adenozin trifosfata (ATP) djelovanjem enzima adenilat ciklaza, dok razgradnju cAMP katalizira fosfodiesteraza.

## Povijest
Earl Wilbur Sutherland, Jr. dobio je 1971. Nobelovu nagradu za fizilogiju ili medicinu  "za otkrića vezana uz mehanizam djelovanja hormona", posebno adrenalina, putem sekundarnih glasnika (kao npr. cAMP).